# Qiqihar
Qiqihar (chinesisch 齊齊哈爾市 / 齐齐哈尔市, Pinyin Qíqíhā’ěr Shì) ist eine bezirksfreie Stadt im Südwesten der Provinz Heilongjiang im Nordosten Chinas. Der Name ist daurisch und bedeutet so viel wie ‚Mark‘ oder ‚natürliche Weide‘.

## Geographie
Qiqihar hat 4.067.489 Einwohner (Stand: Zensus 2020), davon 959.787 (Stand: Zensus 2020) in der „Innenstadt“, den drei Stadtbezirken Longsha, Jianhua und Tiefeng. 2010 betrug die Einwohnerzahl der Innenstadt 1.314.720. Das Verwaltungsgebiet der Stadt hat eine Fläche von 42.147 Quadratkilometern. Daran haben die Stadtbezirke einen Anteil von 4.627 km². Qiqihar liegt im Mittel 146 m ü. NN. Die jährliche Regenmenge beträgt 415 mm, die Durchschnittstemperatur 3,2 °C (Januar −25,7 °C, Juli 22,8 °C).
|                       | Jan   | Feb   | Mär   | Apr  | Mai  | Jun  | Jul  | Aug  | Sep  | Okt  | Nov   | Dez   |   |      |
| Mittl. Tagesmax. (°C) | −12,7 | −7,8  | 2,3   | 12,9 | 21,0 | 26,2 | 27,8 | 26,1 | 20,1 | 11,1 | −1,3  | −10,4 | ⌀ | 9,7  |
| Mittl. Tagesmin. (°C) | −24,5 | −20,9 | −11,0 | −0,9 | 7,3  | 14,2 | 17,9 | 16,2 | 8,5  | −0,7 | −12,0 | −21,2 | ⌀ | −2,2 |
|                       |       |       |       |      |      |      |      |      |      |      |       |       |   |      |
| Niederschlag (mm)     | 1     | 2     | 5     | 15   | 31   | 64   | 138  | 94   | 45   | 19   | 4     | 3     | Σ | 421  |
|                       |       |       |       |      |      |      |      |      |      |      |       |       |   |      |
| Sonnenstunden (h/d)   | 6,1   | 7,3   | 8,2   | 8,3  | 9,1  | 9,7  | 8,6  | 8,7  | 8,3  | 7,4  | 6,3   | 5,5   | ⌀ | 7,8  |
|                       |       |       |       |      |      |      |      |      |      |      |       |       |   |      |
| Luftfeuchtigkeit (%)  | 71    | 65    | 52    | 46   | 48   | 63   | 73   | 73   | 68   | 60   | 64    | 69    | ⌀ | 62,7 |

| −24,5 |

| −20,9 |

| −11,0 |

| −0,9 |

| 7,3 |

| 14,2 |

| 17,9 |

| 16,2 |

| 8,5 |

| −0,7 |

| −12,0 |

| −21,2 |

| −24,5 |

| −20,9 |

| −11,0 |

| −0,9 |

| 7,3 |

| 14,2 |

| 17,9 |

| 16,2 |

| 8,5 |

| −0,7 |

| −12,0 |

| −21,2 |

### Administrative Gliederung
Qiqihar setzt sich aus sieben Stadtbezirken, einer kreisfreien Stadt und acht Kreisen zusammen. Diese sind (Einwohnerzahlen: Zensus 2020):
- Stadtbezirk Longsha (龙沙区), 122 km², 355.849 Einwohner, Zentrum, Sitz der Stadtregierung
- Stadtbezirk Jianhua (建华区), 121 km², 332.566 Einwohner
- Stadtbezirk Tiefeng (铁峰区), 752 km², 271.372 Einwohner
- Stadtbezirk Ang’angxi (昂昂溪区), 728 km², 67.824 Einwohner
- Stadtbezirk Hulan Ergi (富拉尔基区), 376 km², 197.424 Einwohner
- Stadtbezirk Nianzishan (碾子山区), 300 km², 56.553 Einwohner
- Stadtbezirk Meilisi der Daur (梅里斯达斡尔族区), 2.228 km², 125.399 Einwohner
- Stadt Nehe (讷河市), 6.369 km², 436.906 Einwohner
- Kreis Longjiang (龙江县), 5.698 km², 414.285 Einwohner, Hauptort: Großgemeinde Longjiang (龙江镇)
- Kreis Yi’an (依安县), 3.680 km², 353.872 Einwohner, Hauptort: Großgemeinde Yi’an (依安镇)
- Kreis Tailai (泰来县), 3.910 km², 249.153 Einwohner, Hauptort: Großgemeinde Tailai (泰来镇)
- Kreis Gannan (甘南县), 4.804 km², 288.203 Einwohner, Hauptort: Großgemeinde Gannan (甘南镇)
- Kreis Fuyu (富裕县), 4.005 km², 224.040 Einwohner, Hauptort: Großgemeinde Fuyu (富裕镇)
- Kreis Keshan (克山县), 3.410 km², 255.041 Einwohner, Hauptort: Großgemeinde Keshan (克山镇)
- Kreis Kedong (克东县), 2.052 km², 156.983 Einwohner, Hauptort: Großgemeinde Kedong (克东镇)
- Kreis Baiquan (拜泉县), 3.593 km², 282.019 Einwohner, Hauptort: Großgemeinde Baiquan (拜泉镇)

### Ethnische Gliederung der Bevölkerung von Qiqihar (2000)
Beim Zensus 2000 wurden 5.419.621 Einwohner gezählt (Bevölkerungsdichte 126,04 Einw./km²).
| Name des Volkes | Einwohner | Anteil  |
| --------------- | --------- | ------- |
| Han             | 5.222.846 | 96,37 % |
| Mandschu        | 94.542    | 1,74 %  |
| Daur            | 31.814    | 0,59 %  |
| Mongolen        | 26.652    | 0,49 %  |
| Hui             | 21.023    | 0,39 %  |
| Koreaner        | 16.806    | 0,31 %  |
| Ewenken         | 1.389     | 0,03 %  |
| Kirgisen        | 1.332     | 0,02 %  |
| Xibe            | 1.135     | 0,02 %  |
| Sonstige        | 2.082     | 0,04 %  |

## Geschichte
Qiqihar ist eine der ältesten Städte im Nordosten Chinas und wurde im 17. Jh. n. Chr. gegründet. Nachdem sich Russland, das 1900 die Mandschurei besetzt hatte, nach dem Russisch-Japanischen Krieg 1905 zurückgezogen hatte, blieb die Stadt aufgrund ihrer Lage an der Chinesischen Osteisenbahn weiterhin unter russischem Einfluss und ist daher auch unter ihrem russischen Namen Zizikar (Цицикар) bekannt. Sie war von 1931 bis 1945 ein wichtiger Militärstützpunkt für die japanische Kontrolle der Mandschurei (siehe Mandschukuo).

## Politik

### Städtepartnerschaften
Qiqihar listet 24 Gemeindepartnerschaften auf:
| Stadt                          | Land                                 | seit |
| ------------------------------ | ------------------------------------ | ---- |
| Binhai                         | Tianjin, Volksrepublik China         | 2008 |
| Dongcheng                      | Beijing, Volksrepublik China         | 1985 |
| Foshan                         | Guangdong, Volksrepublik China       | 1986 |
| Goyang                         | Südkorea                             | 1998 |
| Guangyuan                      | Sichuan, Volksrepublik China         | 2011 |
| Heihe                          | Heilongjiang, Volksrepublik China    | 1992 |
| Heping                         | Tianjin, Volksrepublik China         | 1987 |
| Huanggang                      | Hubei, Volksrepublik China           | 2009 |
| Huangpu                        | Shanghai, Volksrepublik China        | 1988 |
| Huludao                        | Liaoning, Volksrepublik China        | 2003 |
| Hulun Buir                     | Innere Mongolei, Volksrepublik China | 1992 |
| Jing’an                        | Shanghai, Volksrepublik China        | 1984 |
| Jiulongpo                      | Chongqing, Volksrepublik China       | 1999 |
| Luzhou                         | Sichuan, Volksrepublik China         | 2007 |
| Manjur                         | Innere Mongolei, Volksrepublik China | 1992 |
| Mariupol                       | Ukraine                              | 2008 |
| Mudanjiang                     | Heilongjiang, Volksrepublik China    | 1991 |
| Newcastle                      | Wyoming, Vereinigte Staaten          | 2016 |
| Qingyuan                       | Guangdong, Volksrepublik China       | 1992 |
| Shaoxing                       | Zhejiang, Volksrepublik China        | 1990 |
| Ufa                            | Wolga, Russland                      | 2015 |
| Utsunomiya                     | Japan                                | 1984 |
| Wenzhou                        | Zhejiang, Volksrepublik China        | 2008 |
| Autonomer Bezirk Xishuangbanna | Yunnan, Volksrepublik China          | 2004 |
| Xuhui                          | Shanghai, Volksrepublik China        | 2008 |
| Yancheng                       | Jiangsu, Volksrepublik China         | 2007 |
| Zhanjiang                      | Guangdong, Volksrepublik China       | 1992 |

## Kultur und Wirtschaft

### Tourismus

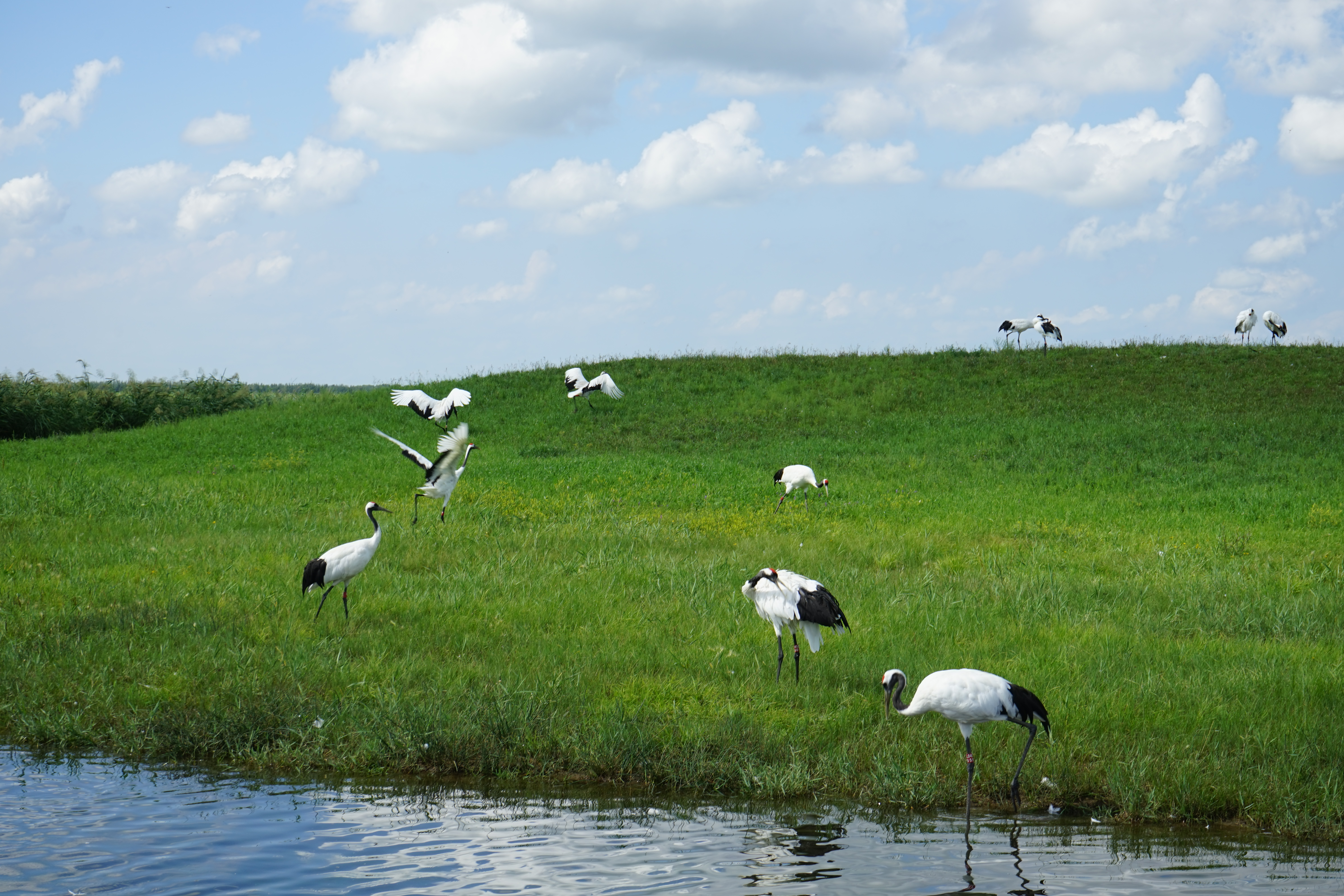
Mandschurenkraniche im Zhalong-Naturschutzgebiet

- Zhalong-Naturschutzgebiet
- Longsha-Park
- Mingyue-Insel

### Das Eisfest
Das Eisfest findet jährlich im Winter (meist Ende Dezember) statt. Dazu werden schon Wochen zuvor große Mengen Eisblöcke herantransportiert. Diese werden dann von Eiskünstlern bearbeitet und das Ergebnis sind Eisskulpturen aller Variationen.

### Tempel
Im Süden der Stadt gibt es eine Tempelanlage. Sie existiert seit ca. 300 Jahren und ist somit eine der ältesten erhaltenen Anlagen der Stadt. Sie wird zwar von Mönchen bewohnt, ist aber für Besucher zugänglich. Interessant ist, dass die dort befindlichen Buddha-Statuen stets sorgfältig eingekleidet sind. Es gibt sogar ein fest vorgeschriebenes Zeremoniell, bei dem das Gewand zu bestimmten Zeiten gewechselt wird.

### St. Michaelskathedrale
Die katholische St. Michaelskathedrale im neugotischen Stil wurde 1931 von den Schweizer Bethlehem-Missionaren erbaut. Sie ist heute noch ein imposantes Gebäude. 1982 wurden die Eigentumsrechte der Kathedrale an die Diözese Harbin zurückgegeben. Im Februar 1987 wurde diese Kirche zum Kulturobjekt der Stadt erklärt. 1991 hat das Religionsbüro des Staatsrates Mittel zur Renovation des Turmes bewilligt. Die fünf Sterne an der Spitze des Turms wurden entfernt und das ursprüngliche Kreuz wiederhergestellt.

### Sport
Qiqihar hat ein eigenes Eishockeyteam, das in der Asia League Ice Hockey spielte. Das Maskottchen der Mannschaft war der Schneeleopard (siehe auch China Dragon). Im April 2007 war Qiqihar Austragungsort der Spiele der Division I (Gruppe A) der Eishockey-Weltmeisterschaft der Herren.

### Bildung
In Qiqihar betreibt das SOS-Kinderdorf die SOS Hermann Gmeiner Technical School.

## Persönlichkeiten
- Li Yu (* 1976), Eisschnellläufer
- Liu Fangyi (* 1983), Eisschnellläufer
- Liu Xianwei (* 1987), Shorttracker
- Luo Na (* 1993), Hammerwerferin
- Yan Ruinan (* 2001), Eishockeyspieler